# Giovanni Ferrari
Giovanni Ferrari (ur. 6 grudnia 1907 w Alessandrii, zm. 2 grudnia 1982 w Mediolanie) – przedwojenny piłkarz włoski, grający na pozycji pomocnika. Dwukrotny mistrz świata.
Jako piłkarz Ferrari grał w Alessandrii (1923–1925, 1926–1930), FBC Internaples (1925–1926), Juventusie (1930–1935, 1941–1942), Interze Mediolan (1935–1940) oraz Bolonii (1940–1941). Ferrari jest jednym z dwóch piłkarzy włoskich, którzy zdobyli ośmiokrotnie mistrzostwo Włoch. Pięciokrotnie zdobywał z Juventusem (1931–1935), dwa razy z Interem (1938 i 1940), raz z Bolonią (1941). W Serie A wystąpił w 316 meczach, strzelając 112 goli.
W reprezentacji Włoch w latach 1930–1938 wystąpił 44 razy i strzelił 14 goli, zdobywając z nią dwa razy mistrzostwo świata (1934, 1938).
Później był trenerem Interu (1942–1943) oraz wspólnie z Paolo Mazzą prowadził reprezentacją Włoch na mistrzostwach świata w 1962 w Chile.